# Geurugok
Geurugok is een bestuurslaag in het regentschap Bireuen van de provincie Atjeh, Indonesië. Geurugok telt 1094 inwoners (volkstelling 2010).